# Tsémön Ling
 (octobre 2018).
Si vous disposez d'ouvrages ou d'articles de référence ou si vous connaissez des sites web de qualité traitant du thème abordé ici, merci de compléter l'article en donnant les références utiles à sa vérifiabilité et en les liant à la section « Notes et références ».
Le monastère de Tsémön ou Tsémön Ling (tibétain : སྨོན་གླིང།, Wylie : tshe smon gling, THL : tsé mön ling, parfois orthographié Tshosmon, est un monastère de la branche gelugpa du bouddhisme tibétain, construit à la demande de Lobsang Gyatso (5e dalaï-lama), sous le règne du Mongol qoshot Güshi Khan.
Son dirigeant est le Tsémönling Rinpoché (nl) (ou Tsémönling tulkou).
Ngawang Lobsang Tenpey Gyaltsen, 3e Tsemönling Rinpoché, fut régent du Tibet, de 1904 à 1909.
C'est un des quatre collèges royaux, ou temple de la régence (Ling Shi ou gLing bzhi), avec Tengyeling, Kunde ling, et Drib Tsemchok ling, construits au XVIIe siècle sous le pouvoir spirituel de Lobsang Gyatso.